# Drepananthus havilandii
Drepananthus havilandii là loài thực vật có hoa thuộc họ Na. Loài này được Jacob Gijsbert Boerlage mô tả khoa học đầu tiên năm 1899 dưới danh pháp Cyathocalyx havilandii. Năm 2010 Surveswaran S. et al. chuyển nó sang chi  Drepananthus.

## Phân bố
Borneo.